# Vitale Artese
Vitale Artese (San Salvo, 29 settembre 1922 – 10 maggio 2002) è stato un politico italiano, deputato per la Democrazia Cristiana dalla VIII legislatura alla X.

## Biografia
Amico di Remo Gaspari, ricoprì più volte il ruolo di sindaco della sua città natale. Segretario regionale della Democrazia Cristiana, fu consigliere e assessore della giunta regionale dell'Abruzzo negli anni settanta.